# Condado de Neosho
O Condado de Neosho é um dos 105 condados do estado americano de Kansas. A sede do condado é Erie, e sua maior cidade é Chanute. O condado possui uma área de 1 497 km² (dos quais 16 km² estão cobertos por água), uma população de 16 997 habitantes, e uma densidade populacional de 11 hab/km² (segundo o censo nacional de 2000). O condado foi fundado em 11 de junho de 1861.